# الشهيدين (صنعاء القديمة)

تعديل مصدري - تعديل

حارة الشهيدين هي إحدى حارات مدينة صنعاء القديمة، بلغ تعداد سكانها 267 نسمة حسب تعداد اليمن لعام 2004.